# Бессмертный, Станислав Васильевич
Станислав Васильевич Бессмертный (род. 11 марта 2004, поселение Родионово, Ростовская область) — российский футболист, защитник московского «Динамо», выступающий на правах аренды за клуб «Родина».

## Игровая карьера
Родился в поселении Родионово в Ростовской области, где и начал заниматься футболом. В 12 лет попал в школу клуба «Ростов», где прозанимался год. Через год прошёл просмотр в академии ЦСКА, где также отзанимался год, после чего перешёл в динамовскую академию имени Льва Яшина. Играл под руководством Павла Алпатова за команды академии различных возрастов, затем — в Юношеской футбольной лиге и молодёжной лиге, являясь капитаном. В сезоне 2020/21 стал самым результативным правым защитником ЮФЛ-2 (2 мяча, 8 голевых передач).
В марте 2021 года дебютировал в юношеской сборной России. В августе 2021 года стал тренироваться с командой второй лиги «Динамо-2».
В осенней части сезона 2022/23 трижды попадал в заявку на матчи Кубка России. В начале 2023 года продлил соглашение с клубом до лета 2026 года и впервые отправился на сборы с основной командой «Динамо», после чего стал попадать в заявку на матчи чемпионата. Дебютировал за главную команду клуба 25 июля 2023 года в гостевой кубковой игре против клуба «Пари НН».
6 августа 2023 года дебютировал в российской премьер-лиге, выйдя на замену на 75-й минуте гостевого матча 3-го тура чемпионата против санкт-петербургского «Зенита».
18 февраля 2025 года перешёл на правах аренды в екатеринбургский «Урал».
2 июля 2025 года продлил контракт с «Динамо» до лета 2028 года и перешёл на правах аренды в клуб «Родина» до конца сезона 2025/26.